# Španělská hodinka
Španělská hodinka (v originále L'Heure espagnole) je první ze dvou oper francouzského skladatele Maurice Ravela. Jedná se o jednoaktovou hudební komedii (opéra-bouffe) pro pět solistů a orchestr, z roku 1907. Autorem libreta byl Maurice Étienne Legrand, píšící pod pseudonymem Franc-Nohain. Premiéra opery se konala 19. května 1911 v divadle Opéra-Comique v Paříži.

## Námět a historie vzniku
Maurice Ravel si ke zhudebnění vybral ironickou komedii s mírně erotickým nádechem autora Franc-Nohaina, který nejprve nebyl nápadem Ravela zhudebnit toto dílo nadšen. Když ale uslyšel první Ravelovy hudební ukázky, změnil názor a stal se i autorem libreta k opeře. Ravel si vybral tento text hlavně proto, že se děj odehrává v hodinářském krámku. Mohl tak hudebními prostředky vzdát hold své velké zálibě v hodinových, hracích a jiných mechanických strojcích. Španělský motiv se objevuje výrazněji zejména v závěrečné habaneře.
Maurice Ravel věnoval svoji první operu svému otci, který tím byl velmi poctěn.
Od dokončení opery v roce 1907 k její premiéře v roce 1911 však uběhly čtyři roky, během kterých Ravelův otec zemřel. Ravel se chtěl osobně účastnit všech příprav na premiéru své opery v Opéra-Comique v Paříži dne 19. května 1911. Byla uvedena spolu s operou Thérèse skladatele Julese Masseneta, ale bez velkého úspěchu; po prvních devíti představeních byla stažena z repertoáru.
Daleko většího úspěchu se dočkala při uvedení v Opéra national de Paris 5. prosince 1921 s belgickou sopranistkou Fanny Heldy v roli Concepción. Do Opéra-Comique se vrátila v roce 1945, kde je na repertoáru dodnes. Mimo Francii byla uvedena nejprve v londýnském Royal Opera House v Covent Garden v roce 1919 a pak následovala další světová města: Chicago a New York (1920), Brusel (1921), Basilej a Rotterdam (1923), Praha (1924), Hamburg, Stockholm (1925), Buenos Aires (1932), Káhira (1934). V Kanadě byla uvedena poprvé na festivalu v Montrealu v roce 1961.

## Postavy
- Torquemada, hodinář – tenor
- Concepción, jeho žena – soprán (mezzosoprán)
- Gonzalve, student, básník – tenor
- Ramiro, mezkař – baryton
- Don Iñigo Gomez, bankéř – bas

## Obsah
Opera se skládá z předehry a jednoho dějství o 21 obrazech.
Místo a doba: Toledo, Španělsko, 18. století
Hodinářský krámek a dílna hodináře Torquemady v Toledu
Do hodinářského krámku a dílny postaršího hodináře Torquemady přichází mezkař Ramiro, aby si nechal seřídit hodinky, které mu daroval jeho strýc, toreador, protože při svém povolání potřebuje nutně znát přesný čas.
Hodinář je právě na odchodu a vyzývá mezkaře, aby počkal, až se vrátí, že mu hodinky seřídí. V krámku stojí na čestném místě dvoje vzácné kastilské stojací hodiny a hodinářova hezká, mladá žena Concepción žádá svého manžela, aby jedny z nich vynesl po schodech do ložnice, že by se jí tam líbily. Manžel odpovídá, že na to nemá dost sil a odchází.
Když se mezkař na chvíli vzdálí, přichází do krámku mladý student a básník Gonzalve, který je do Concepción zamilovaný. Concepción totiž využívá toho, že její manžel odchází pravidelně jeden den v týdnu, aby provedl údržbu a seřízení radničních hodin, a dává si v krámku dostaveníčko se svými ctiteli. Tentokrát ale ruší její plány přítomnost mezkaře a proto poručí Gonzalvovi, aby se schoval do jedněch ze stojacích hodin. Když se mezkař objeví, poprosí ho, zda by nemohl vynést hodiny po schodech do ložnice, aby se mohla podívat, jak by se tam hodily.
Mladý mezkař, který je trochu neohrabaný při navazování známostí se ženami, se rád chopí tohoto úkolu a snadno vynese hodiny i s obsahem nahoru. Potom se vrátí do krámku a roztoužená Concepción odchází do ložnice. Po chvíli ale zjistí, že Gonzalve se, tak jako vždy, chystá vyznávat jí lásku krásnými slovy namísto činy. Nechá ho proto v hodinách a sejde dolů, aby požádala Ramira o snesení hodin zpět do krámku, že se jí v ložnici nelíbí. Když jde mezkař nahoru pro hodiny, přichází do krámku další nápadník, tlustý, starý bankéř don Iñigo Gomez. Když Concepción slyší, že se po schodech blíží Ramiro s hodinami, poručí Gomezovi, aby se schoval do druhých hodin. To se mu sice podaří, ale svoji tloušťkou se v hodinách zaklíní a nemůže se hnout.
Se sladkým úsměvem požádá Concepción Ramira, zda by neodnesl ještě ty druhé hodiny, třeba se tam budou vyjímat lépe. Mezkař opět s lehkostí vynese i druhé, ještě těžší, hodiny do ložnice a vrátí se. Concepción jde nahoru a když zjistí, že Gomez je v hodinách zaklíněný, zavolá Ramira, aby je zase vrátil dolů. Oboje hodiny s nápadníky
stojí v krámku na svém místě a Concepción, okouzlená silou mezkaře, ho pozve nahoru do své ložnice.
Když Gonzalve zaslechne, že se hodinář vrací, vystoupí z hodin a předstírá, že si je se zájmem prohlíží. Také zaklíněný Gomez otevře dveře od hodin a když hodinář vstoupí, oba předstírají, že si je podrobně prohlížejí i zevnitř, za účelem jejich koupě.
Hodinář je velice potěšen vyhlídkou na dobrý obchod, když vchází rozzářená Concepción s mezkařem Ramirem, který konečně silou vyprostí Gomeze z hodin. Všichni jsou teď spokojení. Hodinář proto, že udělal dobrý obchod, básník Gonzalve a bankéř Gomez proto, že zdařile utajili své zálety a Concepción s mezkařem Ramirem proto, že se jim podařilo naplnit svoji milostnou touhu.
Na konci opery se pětice protagonistů obrací do hlediště a zpívá závěrečné ponaučení jako parafrázi z Boccaccia
| "Entre tous les amants, seul amant efficace, Il arrive un moment, dans les déduits d'amour, Où le muletier a son tour!" | "Mezi více nápadníky, jen tomu se uspět zdaří, kdo přijde v pravou lásky chvíli, a zde byla řada na mezkaři!" |

## Hudba
V předehře zachytil autor atmosféru hodinářského krámku s různými zvuky tikajících hodin. V samotné opeře pak nekomponoval sbory, ale dává významnou roli textu a nutí zpěváky odhalit své tváře i v herectví. Ze španělských motivů je uplatněna jota, malagueña a habanera.

## Uvedení na českých scénách
- Janáčkovo divadlo, Brno
  - 1925
  - 1979 (uvedeno s operou Giacoma Pucciniho Gianni Schicchi)
  - 1999 (uvedeno s operou Maurice Ravela Dítě a kouzla)
- Slezské divadlo Opava
  - 2008 (uvedeno s operou Giacoma Pucciniho Sestra Angelika)[1]
- Divadlo J. K. Tyla, Plzeň
  - 2008 (uvedeno s operou Giacoma Pucciniho Sestra Angelika)[2]